# Hrant Schahinjan
Hrant Hamasaspi Schahinjan (armenisch Հրանտ Համազասպի Շահինյան; * 30. Juli 1923 in Gjulagarak, Provinz Lori, Armenische SSR, Sowjetunion; † 29. Mai 1998 in Jerewan) war ein sowjetischer Turner armenischer Herkunft.
Hrant Schahinjan musste nach dem Zweiten Weltkrieg zunächst eine Verwundung am Bein überwinden, bevor er das Training wieder aufnehmen konnte. Im Jahre 1952 nahm er an den Olympischen Sommerspielen in der finnischen Hauptstadt Helsinki teil, wo ihm der Gewinn von zwei Goldmedaillen im Ringeturnen und im Mannschaftsmehrkampf sowie zwei Silbermedaillen am Pauschenpferd und im Einzelmehrkampf gelang. Zwei Jahre später, 1954 in Rom, gehörte er zur sowjetischen Mannschaft bei den Weltmeisterschaften im Gerätturnen. Dort errang er Gold im Mannschaftsmehrkampf und wiederholte damit den Erfolg von Helsinki. Darüber hinaus vermochte er sich den ersten Platz beim Wettkampf am Pauschenpferd sowie die Bronzemedaille im Einzelmehrkampf zu sichern.
Obwohl Hrant Schahinjan für die Sowjetunion startete, in der ihm unter anderem der Ehrentitel „Verdienter Meister des Sports“ verliehen wurde, gilt er seit der Unabhängigkeit Armeniens als erster Olympiasieger in der Sportgeschichte des Landes. Auf seine Initiative wurde 1958 in Jerewan eine Sportleistungsschule für Gerätturnen gegründet, deren Direktor er bis an sein Lebensende war und die seit seinem Tod seinen Namen trägt. Das armenische Nationale Olympische Komitee verleiht seit 2005 die Hrant-Schahinjan-Medaille an verdiente Sportler und Sportfunktionäre des Landes.